# Fundamento de Esperanto

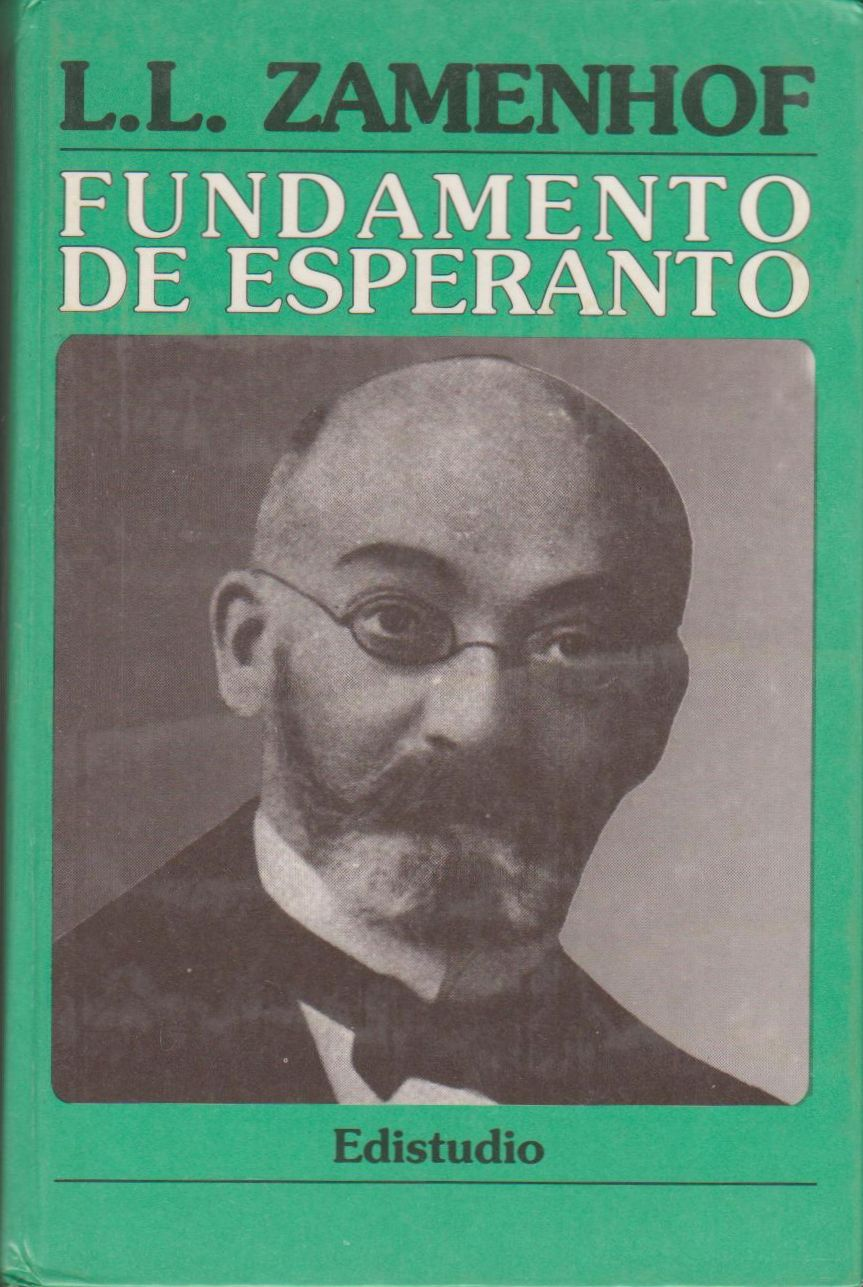

Das Fundamento de Esperanto (oder kurz Fundamento) ist ein Buch von Ludwik Lejzer Zamenhof, das im Frühjahr 1905 veröffentlicht wurde. Auf dem ersten Esperanto-Weltkongress im nordfranzösischen Boulogne-sur-Mer wurde es am 9. August 1905 offiziell zum Fundament des Esperanto erklärt. Es darf nicht mehr verändert werden, erlaubt aber "Offizielle Zusätze" zum Vokabular und zum Regelwerk.
Das Fundamento besteht aus vier Teilen: Antaŭparolo (Vorwort), Gramatiko (Grammatik), Ekzercaro (Übungen) und Universala Vortaro (universelles Wörterbuch). Mit Ausnahme des Vorwortes und der inzwischen neun offiziellen Zusätze ("Oficialaj Aldonoj") entstammt das Fundamento früheren Werken von Zamenhof.
Für die Sprache Esperanto ist das Fundamento eine Art Verfassung oder auch "Systemurkunde". Es definiert, was als "richtiges" Esperanto gilt und was nicht (also was als unzulässige Sprachveränderung anzusehen ist).

## Fundamenta Gramatiko (1887)
Die Fundamenta Gramatiko ist die grundlegende Grammatik des Esperanto in Form von 16 Regelgruppen, die jedoch nur den Rahmen der Grammatik bilden, ohne in Einzelheiten zu gehen. Weitere Regeln sind explizit im Ekzercaro erwähnt oder nur implizit durch den Sprachgebrauch in den einzelnen Teilen des Fundamentos gegeben.
Sie ist Teil des Juli 1887 in Warschau in russischer Sprache (und bald darauf in weiteren Sprachen) erschienenen Unua Libro (Erstes Buch). Die Fundamenta Gramatiko des Fundamentos ist auf Französisch, Englisch, Deutsch, Russisch und Polnisch. Als am exaktesten ausgearbeitet gilt die englische Fassung. Alle fünf Teile gelten als gleichberechtigt.
Die Grammatik besteht jeweils aus den Teilen A (Das Alphabet – mitsamt ein paar Aussprachehinweisen, je nach Sprache andere), B (Redetheile – Regeln 1–8) und C (Allgemeine Regeln – Regeln 9–16). Die Grammatik umfasst ganze 16 Seiten im Format A6.
Daher wird das (nicht nummerierte) Esperanto-Alphabet (mit den 28 Buchstaben a, b, c, ĉ, d, e, f, g, ĝ, h, ĥ, i, j, ĵ, k, l, m, n, o, p, r, s, ŝ, t, u, ŭ, v, z (auch als Majuskeln), teilweisen Aussprachehinweisen sowie einer Ersatzschreibweise für die diakritischen Zeichen) häufig als 17. oder nullte Regel bezeichnet.

### Die 16 Regelgruppen
1. Artikel
Der bestimmte Artikel ist la, der unbestimmte Artikel wird weggelassen.
2. Substantive
... enden auf -o (bzw. -oj für Mehrzahl, -on/-ojn im Akkusativ); weitere Fälle (Genitiv/Dativ) werden mit Präpositionen gebildet.
3. Adjektive
... enden auf -a (bzw. -aj/-an/ajn); Steigerung mit pli (ol = als) und plej.
4. Zahlen
Auflistung der Elemente und des Bildungssystems der Zahlwörter, Regeln für Ordinalzahlen (-a) und verwandte Konstruktionen (-obl-, -on-, -op-).
5. Personalpronomen
Auflistung der 9 Personalpronomen (mi, vi, li, ŝi, ĝi; ni, ili; si; oni). Possessivpronomen mit -a.
6. Verben
Hier werden die Endungen der Zeitformen (Präsens, Vergangenheit, Zukunft, Imperativ, Konditional), Infinitiv und Partizipien aufgelistet (jeweils mit einem Beispiel).
7. Adverbien
... enden auf -e; Steigerung wie bei den Adjektiven.
8. Präpositionen
... verlangen gewöhnlich den Nominativ.
9. Aussprache
Jedes Wort wird so gelesen wie geschrieben.
(Dies ist einer der wichtigsten Werbeslogans für Esperanto geworden.)
10. Betonung
... immer auf der vorletzten Silbe.
11. Zusammengesetzte Wörter
... entstehen durch Aneinanderreihung der einzelnen Wörter, unter Trennung durch hochstehende Striche.
Es werden eigentlich nur Wortstämme (und Präfixe/Affixe) aneinandergereiht, ans Ende kommt die Endung. Die hochstehenden Striche fallen entsprechend einer Fußnote beim Briefwechsel mit solchen Personen, die der internationalen Sprache schon mächtig sind, weg – heutzutage werden sie generell nicht benutzt (außer gelegentlich in Lehrbüchern).
12. Verneinung
... im Satz geschieht nur dann mit ne, wenn kein anderes verneinendes Wort da ist.
13. Anzeigen von Bewegungen
Richtungsangaben werden (sowohl bei Adverbien und Tabellwörtern auf -e als auch bei Substantiven, die Orte bezeichnen), durch den Akkusativ gebildet.
14. die Präposition je
... kann verwendet werden, wenn keine andere Präposition von der Bedeutung her passt. Wenn Zweifelsfälle ausgeschlossen sind, kann stattdessen der Akkusativ verwendet werden.
15. Fremdwörter
... werden ins Esperanto unter Anpassung der Orthographie übernommen; bei Wortfamilien sollte nur ein Grundwort (Wortstamm) übernommen werden und die übrigen nach Esperanto-Regeln abgeleitet werden.
16. Apostrophe
Die Endung -o von Substantiven und das -a des Artikels können durch einen Apostroph ersetzt werden.

Die 16 Regelgruppen finden sich so bereits im Unua Libro von 1887, dessen deutsche Ausgabe den Titel "Internationale Sprache" trägt.

## Ekzercaro (1894, 1898)
Das Ekzercaro ist die Übungssammlung des Fundamento. Die erste Auflage erschien 1894, die ins Fundamento eingegangene verbesserte zweite Auflage 1898. Das Ekzercaro besteht aus 42 Abschnitten, die insgesamt mehrere hundert Übungssätze enthalten. Aus diesen Übungen sind Ausdruck, Satzstellung sowie in der Fundamenta Gramatiko nicht explizit beschriebene Regeln ersichtlich. Auf die Abschnitte 11, 13, 15, 17, 19, 21 und 23 ist das Märchen "La feino" (Die Fee) verteilt, eine Übersetzung aus dem Französischen von Les Fées von Charles Perrault (1628–1703).

## Universala Vortaro (1893)
Das Universala Vortaro ist das Allgemeine Wörterbuch des Esperanto. Es erschien Ende August 1893 und enthielt neben den etwa 920 Wortwurzeln des Unua Libro zusätzliche zirka 1.710 neue Wortwurzeln in französischer, englischer, deutscher, russischer und polnischer Übersetzung, zum Beispiel:
instru` instruire, enseigner | instruct, teach | lehren | учить | uczyć
Änderungen am hier festgesetzten Wortschatz sind wegen der Unantastbarkeit nicht erlaubt, wohl aber durch die Akademio de Esperanto beschlossene Offizielle Zusätze: Oficiala Aldono.

## Antaŭparolo (1905)
Das Antaŭparolo ist die Vorrede des Fundamentos. Sie wurde von Zamenhof in Warschau im Juli 1905 auf Esperanto verfasst und regelt Institutionen und Verfahren der Sprachentwicklung. Auf Grund von § 4 Satz 3 der Bulonja Deklaracio ist sie Teil des Fundamentos, ohne dass die in ihr verwendeten Vokabeln und Grammatikregeln zunächst zur Esperanto-Norm gehörten; das geschah erst durch spätere offizielle Ergänzungen der Esperanto-Akademie.